# Datisi

Diagramme de Venn d'un syllogisme en Datisi.

Datisi est un terme de la logique aristotélicienne désignant un des six syllogismes de la troisième figure des vingt-quatre modes. Il comprend une majeure de type A, une mineure de type I et une conclusion de type I, c'est-à-dire une majeure universelle affirmative, une mineure particulière affirmative et une conclusion particulière affirmative.
Un syllogisme en Datisi consiste en une proposition de ce type : Tout M est P, or quelque M est S, donc quelque S est P.
Les cinq autres syllogisme de la troisième figure sont Darapti, Bocardo, Disamis, Felapton et Ferison.

## Exemples de syllogismes en Datisi
1. Les chiens sont des mammifères ;
2. Quelque chien s'appelle Médor ;
3. Donc quelque être nommé Médor est un mammifère.

1. « Tout serviteur de Dieu est roi ;
2. Il y a des serviteurs de Dieu qui sont pauvres ;
3. Il y a donc des pauvres qui sont rois. »[1]